# Sílvia Munt
Sílvia Munt Quevedo (Barcelona, 24 de marzo de 1957) es una actriz y directora de cine, teatro y televisión española.

## Biografía
Es miembro de la Academia de Cine Europeo y de la Academia de las Artes y las Ciencias Cinematográficas de España. Estudia danza clásica y contemporánea, que combina con estudios de Psicología. Titulada en Ballet Clásico por la Royal Ballet de Londres (1974). A los 16 años debuta como bailarina para fundar poco después el Ballet Contemporáneo de Barcelona. A los 20 años empiezan sus escarceos con la interpretación teatral. Debutó en el cine en 1978 con La orgía.

## Cine

### Como actriz
- 1978 - La orgía (Francesc Bellmunt)
- 1981- La plaza del diamante (Francesc Betriu)
- 1982- Pares y nones (José Luis Cuerda)
- 1983- Soldados de plomo (José Sacristán)
- 1983- Sal gorda (Fernando Trueba)
- 1983- Akelarre (Pedro Olea)
- 1984- Bajo en nicotina (Raúl Artigot)
- 1984- Le grand voyage (Richard Dindó) (v.o. en francés)
- 1985- Golfo de Vizcaya (Javier Rebollo)
- 1987- Quimera (Carlos Pérez Ferré)
- 1991- Alas de mariposa (Juanma Bajo Ulloa)
- 1991- Los papeles de Aspern (Jordi Cadena)
- 1992 - El largo invierno (Jaime Camino)
- 1992- Cucarachas (Toni Mora)
- 1992- El cazador furtivo (Carles Benpar)
- 1993- Nexo (Jordi Cadena)
- 1993- Los baúles del retorno (María Miró)
- 1993- Bloodline ("Lazos de sangre") (Pal Erdöss)
- 1994- La pasión turca (Vicente Aranda)
- 1994- El rey del río (Manuel Gutiérrez Aragón)
- 1994- El porqué de las cosas (Ventura Pons)
- 1995- Asunto interno (Carles Balagué)
- 1995- Éxtasis (Mariano Barroso)
- 1995- Razones sentimentales (Antonio A. Farré)
- 1996- El dominio de los sentidos (episodio de Judith Collell)
- 1996- Una piraña en el bidé (Carlos Pastor)
- 1996- Secretos del corazón (Montxo Armendáriz). (Película nominada al Oscar a la Mejor Película de Habla No Inglesa)
- 1996- Todo está oscuro (Ana Díez)
- 1997- El faro (Manuel Balaguer)
- 1998- Subjudice (Josep Maria Forn)
- 1999- El viaje de Arián (Eduard Bosch)
- 2000- Aunque tú no lo sepas (Juan Vicente Córdoba)
- 2006- Remake (Roger Gual)
- 2007- Pretextos (Sílvia Munt)
- 2008 - Xtrems (Abel Folk)
- 2015 - Requisitos para ser una persona normal (Leticia Dolera)

### Como directora
- 1998- Déjeme que le cuente (cortometraje)
- 1999- Lalia (cortometraje)
- 2003- Elena Dimitrievna Diakonova. Gala (largometraje documental)
- 2007- Pretextos (primer largometraje de ficción) (Pretextes versión en catalán)
- 2023- Las buenas compañías (Dedicado a las mujeres de Errentería)

## Teatro

### Como actriz
- 1977- Sueño de una noche de verano, William Shakespeare. Salón Diana.
- 1977- Canigó, Jacinto Verdaguer. Dir. Esteve Polls.
- 1979- La Blancarrosa, sirena de la mar blava, Damià Barbany.
- 1982- Cyrano de Bergerac, Edmond Rostand. Dir. Damià Barbany.
- 1986- Romeo y Julieta, William Shakespeare. Dir. Esteve Polls.
- 1986- Antígona, Salvador Espriu. Dir. Joan Ollé.
- 1987- La Filla del Carmesí, Josep Maria de Sagarra. Dir. Jordi Mesalles.
- 1990- Las tres hermanas, Antón Chéjov. Dir. Pierre Romans. Cía. J. Mª. Flotats
- 1990- Trío en Mi bemol, Eric Rohmer. Dir. Fernando Trueba. Centro Dramático Nacional. Gira años 91 y 92.
- 1993- Cartas de amor, A. R. Gurney. Dir. Josep Costa
- 1994- La muerte y la doncella, Ariel Dorfman. Dir. Boris Rotenstein
- 1996/97- Ángeles en América, Tony Kushner. Dir. Josep Maria Flotats TNC
- 2005- Surabaya, de Marc Rosich (Directora) Teatre Romea, Barcelona.

### Como productora
En 1987 crea su propia Compañía de Teatro con la que produce dos espectáculos:
- Ondina, de Jean Giraudoux. Dir. Santiago Sans.
- La nieta del sol, de Ever M. Blanchet. Dir. Colectiva.

### Como directora
- Una comedia española (2009).
- El precio de Arthur Miller (2018) en el Teatro Pavón Kamikaze.
- Desig de Josep Maria Benet i Jornet (2022), Teatre Nacional de Catalunya.

## Televisión

### Como actriz
- 1981- La plaza del Diamante (Francesc Betriu). TVE.
- 1983- Teresa de Jesús (Josefina Molina) TVE.
- 1989- El obispo leproso (José María Gutiérrez) TVE.
- 1993- Arnau, (Lluis Ma. Güell) TV3
- 1993- Celia, (José Luis Borau) TVE.
- 1995- Dones i homes, Telefilm de Antoni Verdaguer para TV3.
- 1998- Tío Willy (serie de Pablo Ibáñez para TVE)
- 2001- Maxima´s Miracle, telefilm de Paul Ruven (Pieter Van Huystee Film, Holanda)
- 2002- L´aîné des Ferchaux, telefilm en dos episodios de Bernard Stora. Prod. GMT-TF1 (Francia)
- 2003- Le meilleur commerce du monde, telefilm de Bruno Gantillon (Francia)
- 2003- Fragmentos, telefilm de Judith Collell.
- 2004- The Crown, telefilm de Peter de Vamm (Holanda)
- 2004- Palabras mágicas, telefilm de Octavi Masiá (Trivisión)

### Como directora
Solo incluye trabajos de ficción.
- 2000- Quia (telefilm para TV3)
- 2003- Las hijas de Mohamed (telefilm)
- 2006- Coses que passen, telefilm. Co-Prod. TV3 y Canal Sur.
- 2008-  Bajo el mismo cielo, telefilm. Co-Prod Canal Sur y TV3
- 2015- El cafè de la Marina, TV3

## Danza
Entre los años 1973 y 1978 se dedica plenamente a la danza como bailarina y coreógrafa, formando parte, entre otras, de las compañías de Gelu Barbu (primer bailarín del Ballet Nacional de Rumania) y del Ballet Contemporáneo de Barcelona.

## Premios y candidaturas
Premios Goya
| Año  | Categoría                                  | Película         | Resultado |
| ---- | ------------------------------------------ | ---------------- | --------- |
| 1999 | Mejor cortometraje documental              | Lalia            | Ganador   |
| 1994 | Mejor interpretación femenina de reparto   | La pasión turca  | Nominada  |
| 1991 | Mejor interpretación femenina protagonista | Alas de mariposa | Ganadora  |

Medallas del Círculo de Escritores Cinematográficos
| Año  | Categoría         | Película              | Resultado |
| ---- | ----------------- | --------------------- | --------- |
| 1982 | Premio revelación | La plaza del Diamante | Ganadora  |
| 1990 | Mejor actriz      | Alas de mariposa      | Ganadora  |

Premios Fotogramas de Plata
| Año  | Categoría                      | Trabajo                     | Resultado     |
| ---- | ------------------------------ | --------------------------- | ------------- |
| 1991 | Mejor actriz de cine           | Alas de mariposa            | Nominada      |
| 1987 | Mejor labor teatral            | La filla del carmesí Ondina | Semifinalista |
| 1984 | Mejor intérprete de televisión | La plaza del Diamante       | Nominada      |
| 1982 | Mejor actriz de cine           | La plaza del Diamante       | Nominada      |

Otros premios
- 1982- Premio de Cinematografía de la Generalidad de Cataluña. Mejor profesional del año.
- 1982- Concha Festival de San Sebastián Mejor promesa cinematográfica.
- 1982- Premio Guía del Ocio. Mejor intérprete revelación.
- 1982- Premio Icaro de Diario 16 a la Creación.
- 1983- Premio Interpretación Festival de Praga
- 1984- Premio Diez de Cine (Valencia)
- 1984- Popular de Bocaccio
- 1985- Premio Imagen de Radio 4
- 1989- Premio Mejor Actriz Festival de Évora.
- 1989- Premio de interpretación de la Asociación Independiente de Espectadores de Teatro (Alicante)
- 1989- Mejor actriz en el Festival de Arcachon (Francia) por Los papeles de Aspern
- 1995- Premio Sant Jordi de Cinematografía por La pasión turca
- 1997- Premio Mejor Actriz en el Cinespaña / Festival de Cine Español de Toulouse (Francia) por "Asunto interno".
- 2003- Premio Especial del Jurado en el festival Opera Prima de Tudela por “Gala”
- 2004- CIVIS ARD Media Prize (Alemania) por Las hijas de Mohamed
- 2006- Premio Mejor TV Movie por Cosses que passen en el Festival de Málaga y en los Premios Barcelona de Cine Catalán.
- 2006- Premio "Ciudad de Cuenca" del Festival "Mujeres en Dirección" en reconocimiento a su trayectoria.
- 2008- Premio "Biznaga de Plata" del Festival de Málaga a la mejor dirección por Pretextos.
- El cortometraje Lalia, escrito y dirigido por ella, rodado en los campamentos saharauis en pleno desierto argelino, además del ya reseñado Premio Goya al Mejor Documental, ha obtenido también:
  - Premio United Nations World Forum on Children’s Television
  - Vè Festival Internacional de Televisión de Barcelona 2001
  - Méthexis Award. Medfilm Festival. 2001
  - Mejor Cortometraje "Preludi", Festival de Cine de Giffoni, Italia 2001
  - Mejor Fotografía y Mejor Música Fest. Int. Cine Elche 2000
  - Premio del Público programa "Versión Española" TVE 2000
  - Premio del Jurado Festival Internacional de Cine de Mujeres de Créteil 2000
  - Premio Ocular ´2000. Tarragona, Cataluña.
  - Premio Mejor Directora Festival de Nanterre (Francia)
  - Premio Festival de Locarno (Suiza)
  - Premio del Público Festival de Montecatinni, Italia.
  - Premio del Jurado Mostra de Curts de Vilafranca del Penedès, Barcelona
  - Premio Festival de Maspalomas (Islas Canarias)
  - Premio del Público. Fest. Internacional Bilbao 1999
  - Premios a la Solidaridad, Mejor Fotografía y Mejor Música. Alcalá de Henares. (1999)
  - Primer Premio FORD. Madrid 1999
- 2019 Premio Gaudí Filme para TV por “Vida privada”.[3]